# Heinrich Dethloff
Heinrich Dethloff (* 9. Oktober 1883 in Nienhagen; † 8. April 1963 in Schwerin) war ein deutscher Verwaltungsbeamter und Politiker (SPD).

## Leben und Beruf
Nach dem Besuch der Mittelschule, die er ohne Abschluss verließ, absolvierte Dethloff eine Lehre und arbeitete im Anschluss als Korrespondent und Inspektionsbeamter. Von 1903 bis 1919 war er bei Feuerversicherungsgesellschaften in Rostock, Berlin und Hamburg tätig, zunächst als Handlungsgehilfe, später als Geschäftsführer und Prokurist. Vor 1914 war er lange Zeit Vertrauensmann und Kreisvorsteher des Deutschnationalen Handlungsgehilfenverbandes für Mecklenburg-Ost und Mitglied des Ausschusses der Angestelltenversicherung. Von 1914 bis 1918 nahm er als Soldat am Ersten Weltkrieg teil.
Dethloff setzte seine Beamtenlaufbahn im Jahre 1919 fort, arbeitete seit 1920 als Regierungsrat in Schwerin und war bis 1928 als Ministerialdirektor in Mecklenburg-Schwerin tätig. Später arbeitete er erneut als Handlungsgehilfe.

## Politik
Dethloff trat in die SPD ein, war im November 1918 Vorsitzender des Schweriner Soldatenrates und amtierte vom 14. November 1918 bis zum 15. August 1919 als Finanzminister in der von Ministerpräsident Hugo Wendorff geführten Regierung des Freistaates Mecklenburg-Schwerin. 1919 wurde er während eines Putschversuches der „Berliner Matrosen“ verhaftet. 1919/20 war er Abgeordneter des Mecklenburg-Schwerinschen Landtages. Außerdem war er bis 1933 Stadtverordneter in Schwerin.